# Église latine de Glašince
Pour les articles homonymes, voir Église latine (homonymie).
L'église latine de Glašince (en serbe cyrillique : Латинска црква у Глашинцу ; en serbe latin : Latinska crkva u Glašincu) est une église orthodoxe serbe située à Glašince, dans le district de Toplica en Serbie. Elle est inscrite sur la liste des monuments culturels protégés de la république de Serbie (no SK 221),.
Autrefois dédiée à la Dormition de la Mère de Dieu, elle est désormais dédiée à saint Étienne.

## Présentation
L'église semble remonter au IVe siècle et elle a pris son apparence actuelle au XIVe siècle.

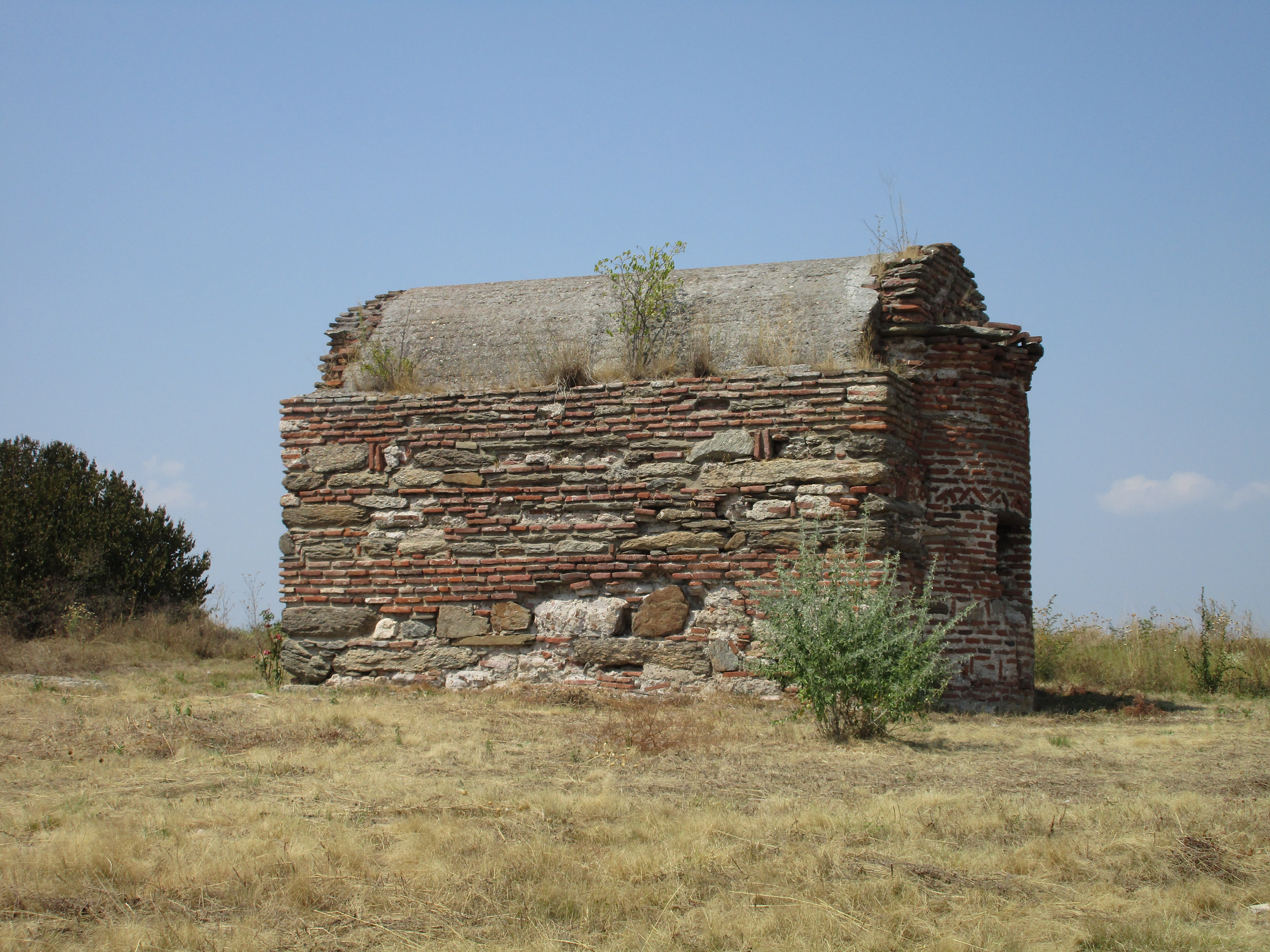
Aure vue de l'église

Construite en brique rouge, elle est constituée d'une nef unique et elle mesure 6 m de long sur 3,2 m de large ; la nef est prolongée par une abside demi-circulaire.

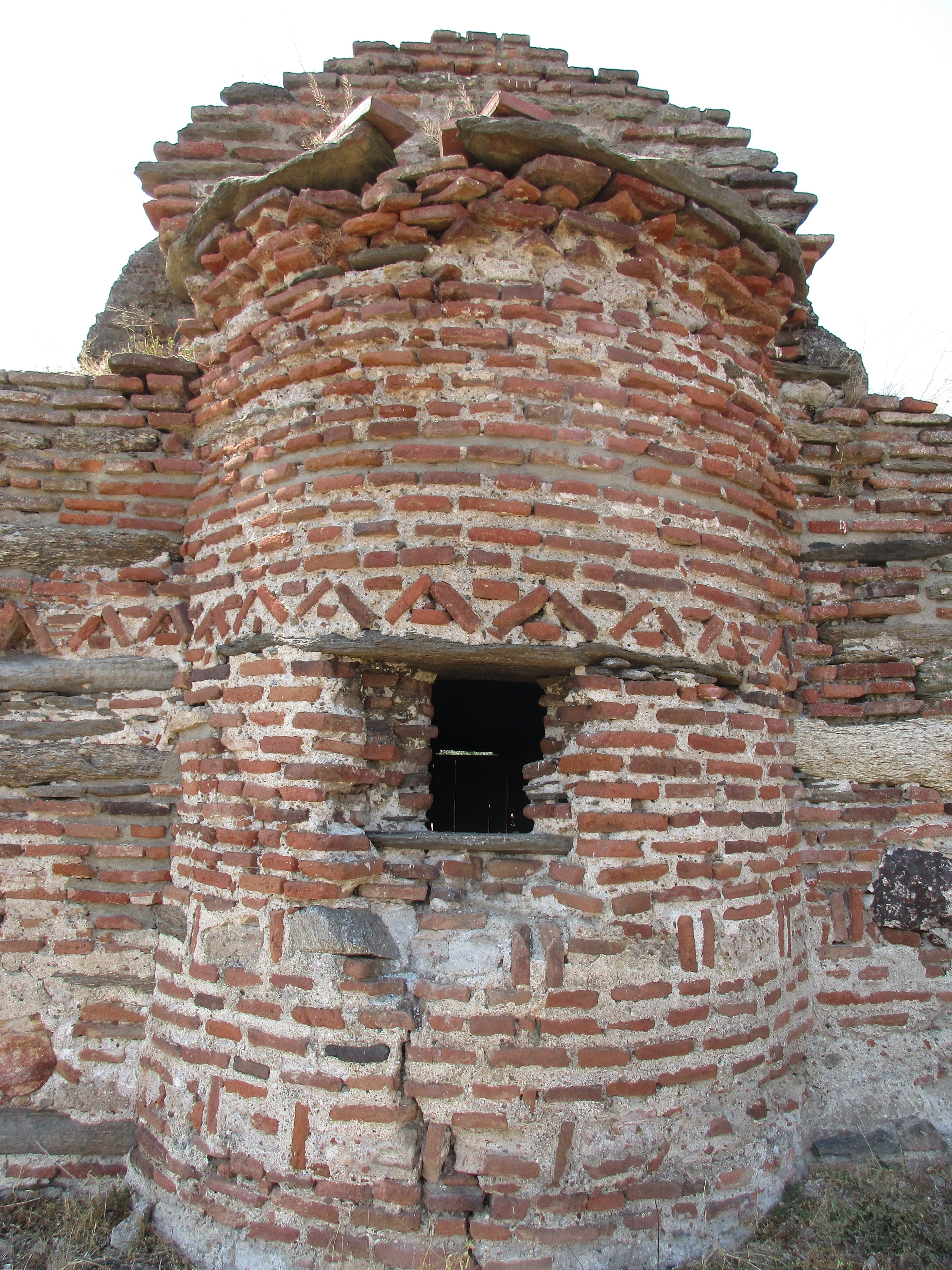
Détail du chevet

Près de l'église se trouve une nécropole qui abrite des tombes des XIVe et XVe siècles.

## Galerie

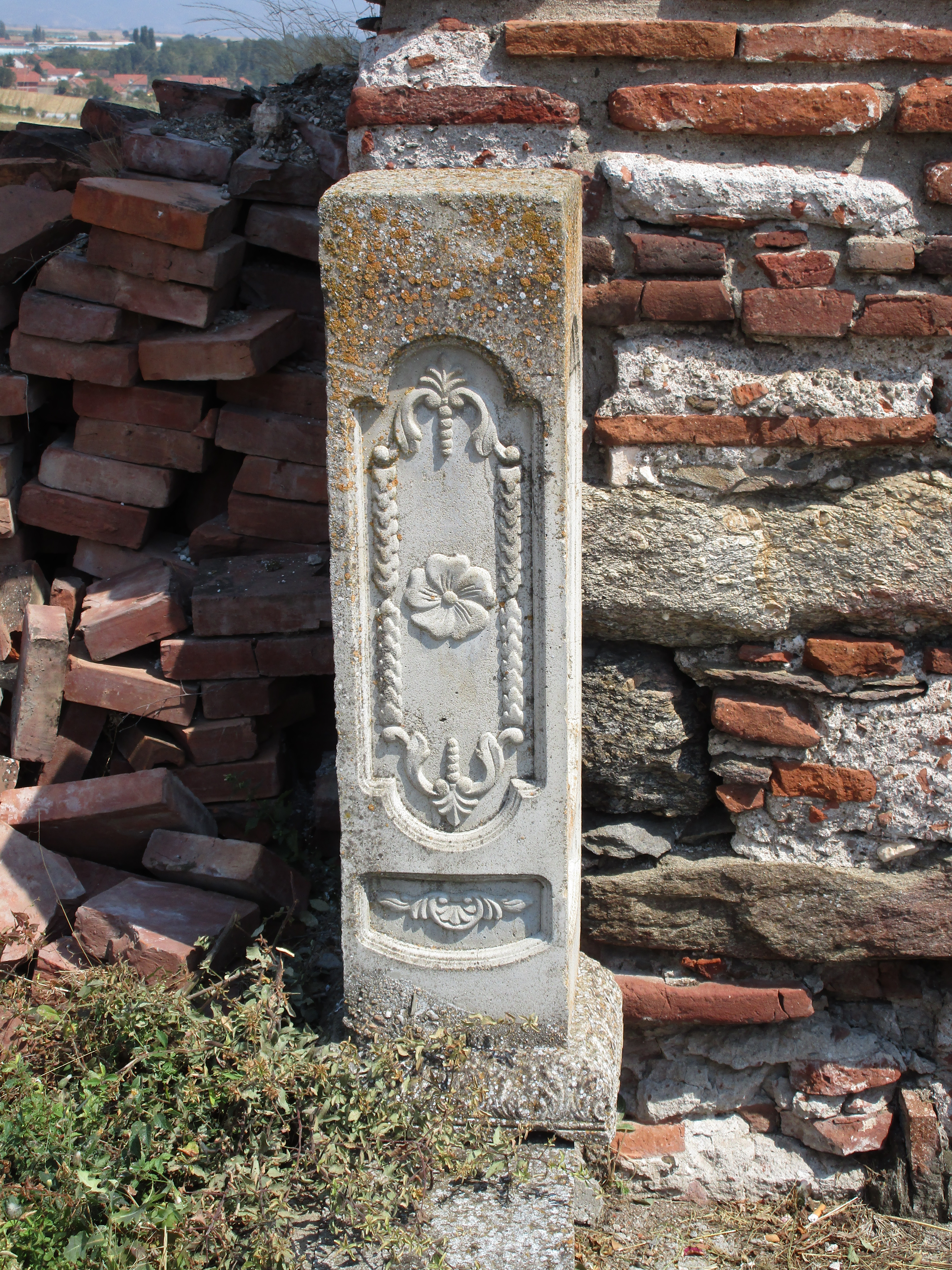
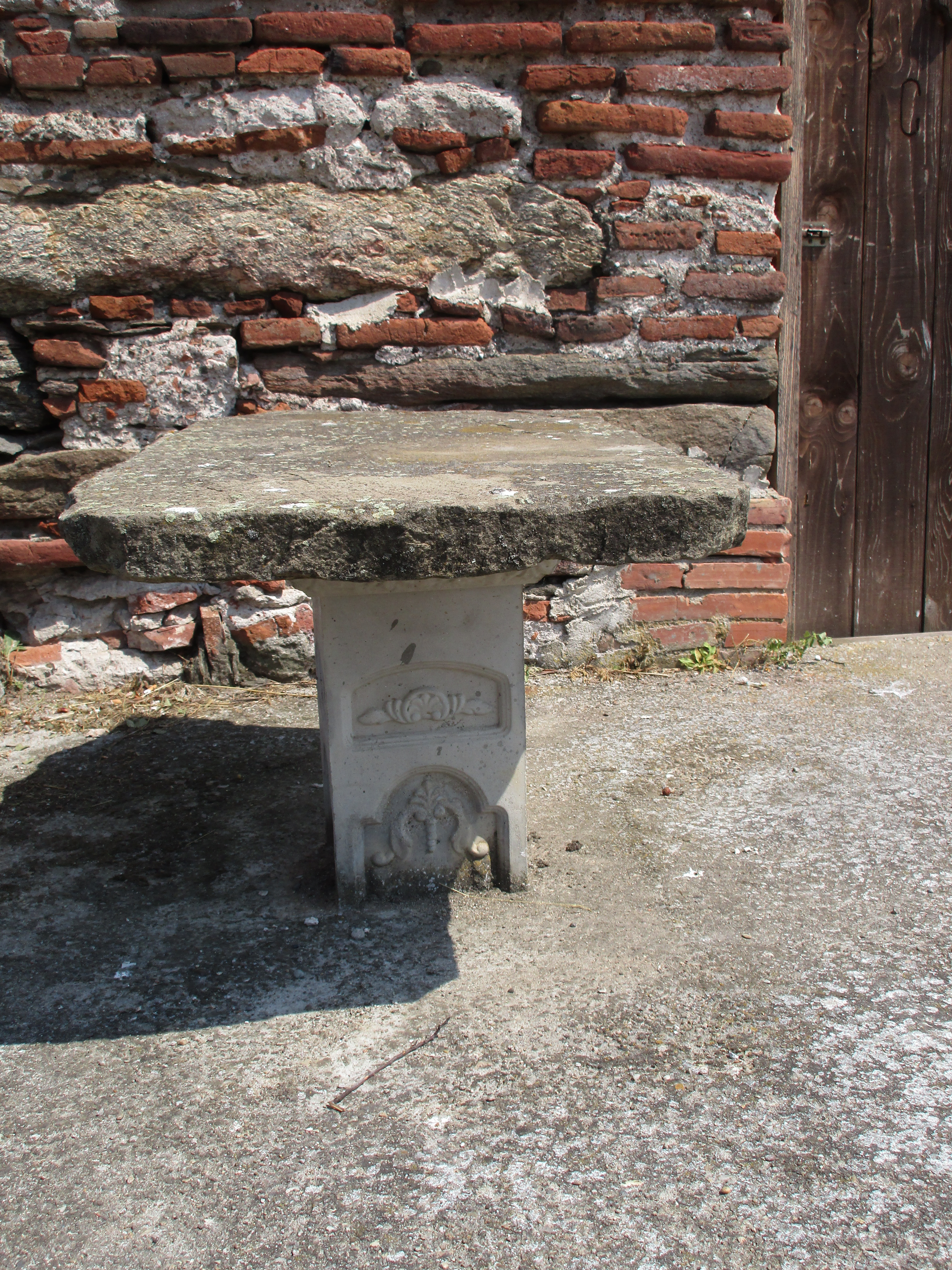
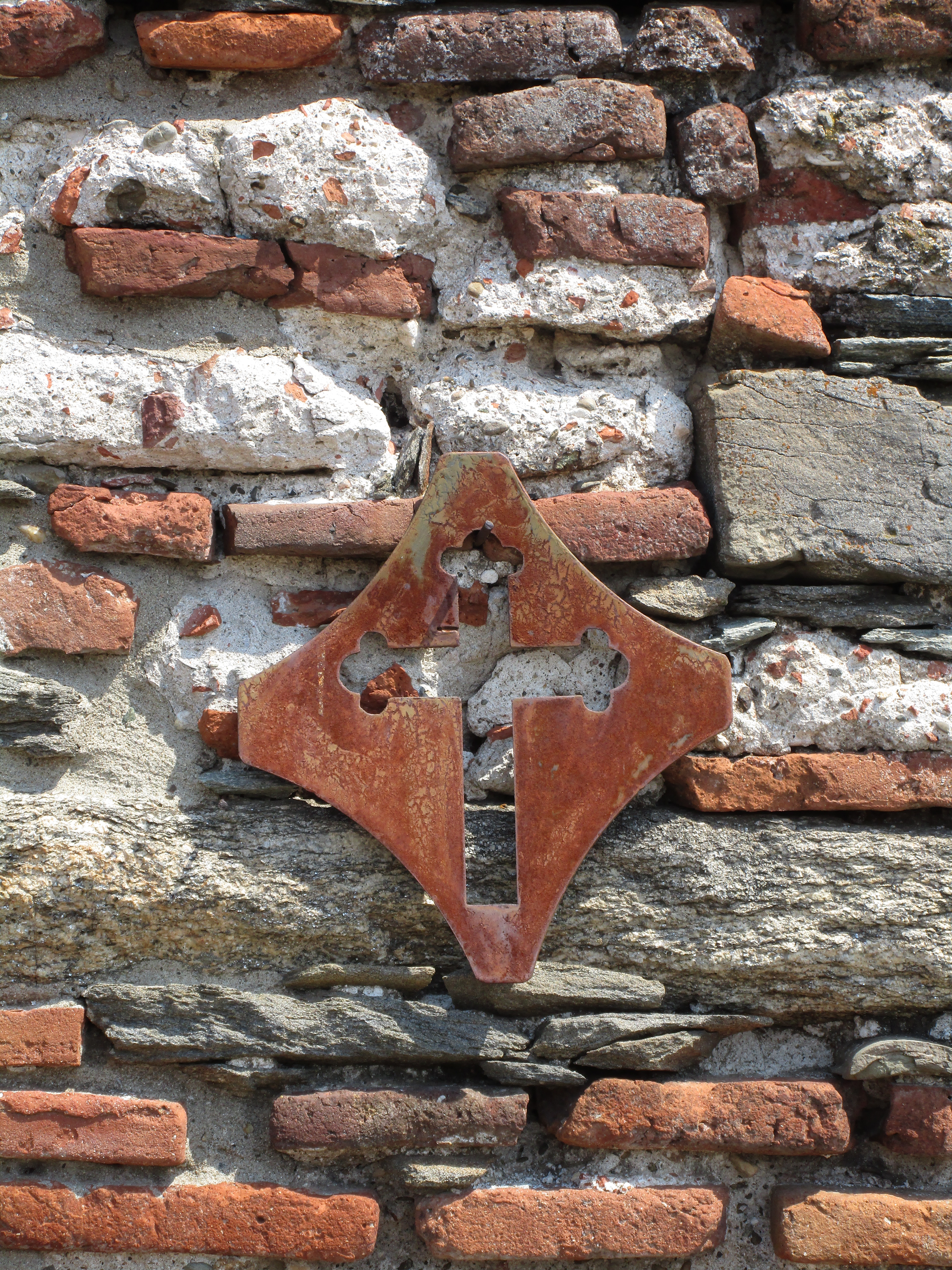
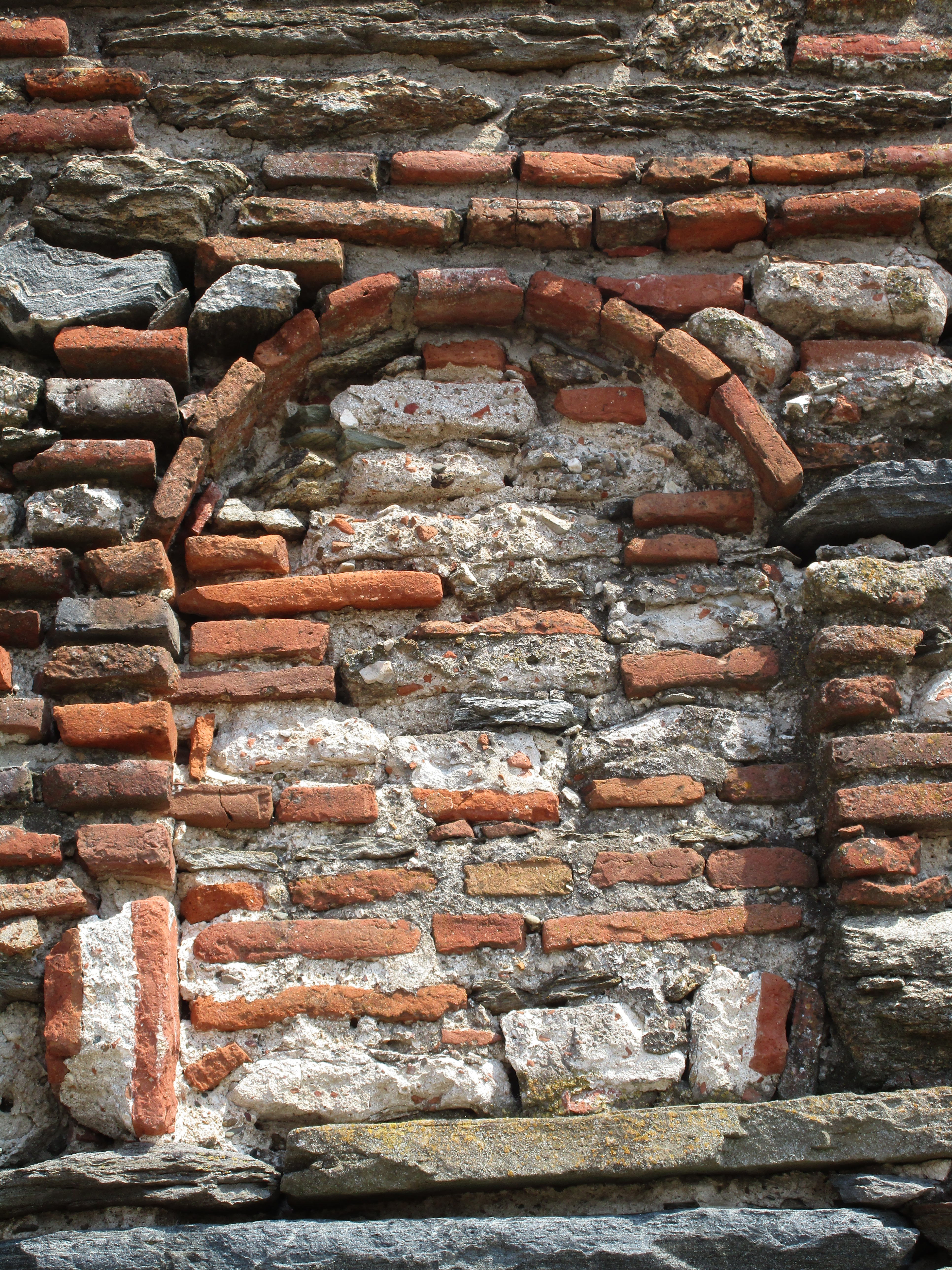
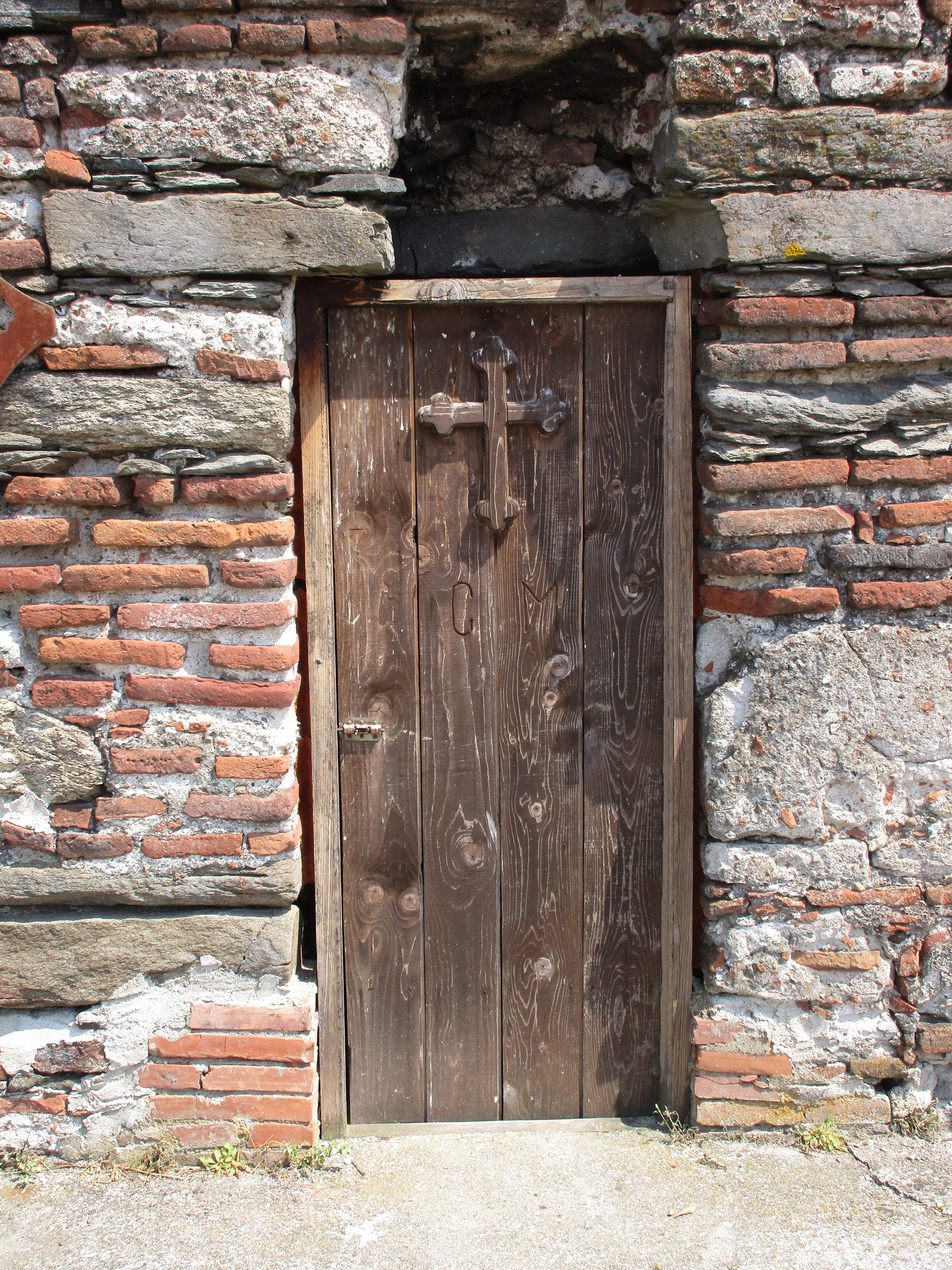
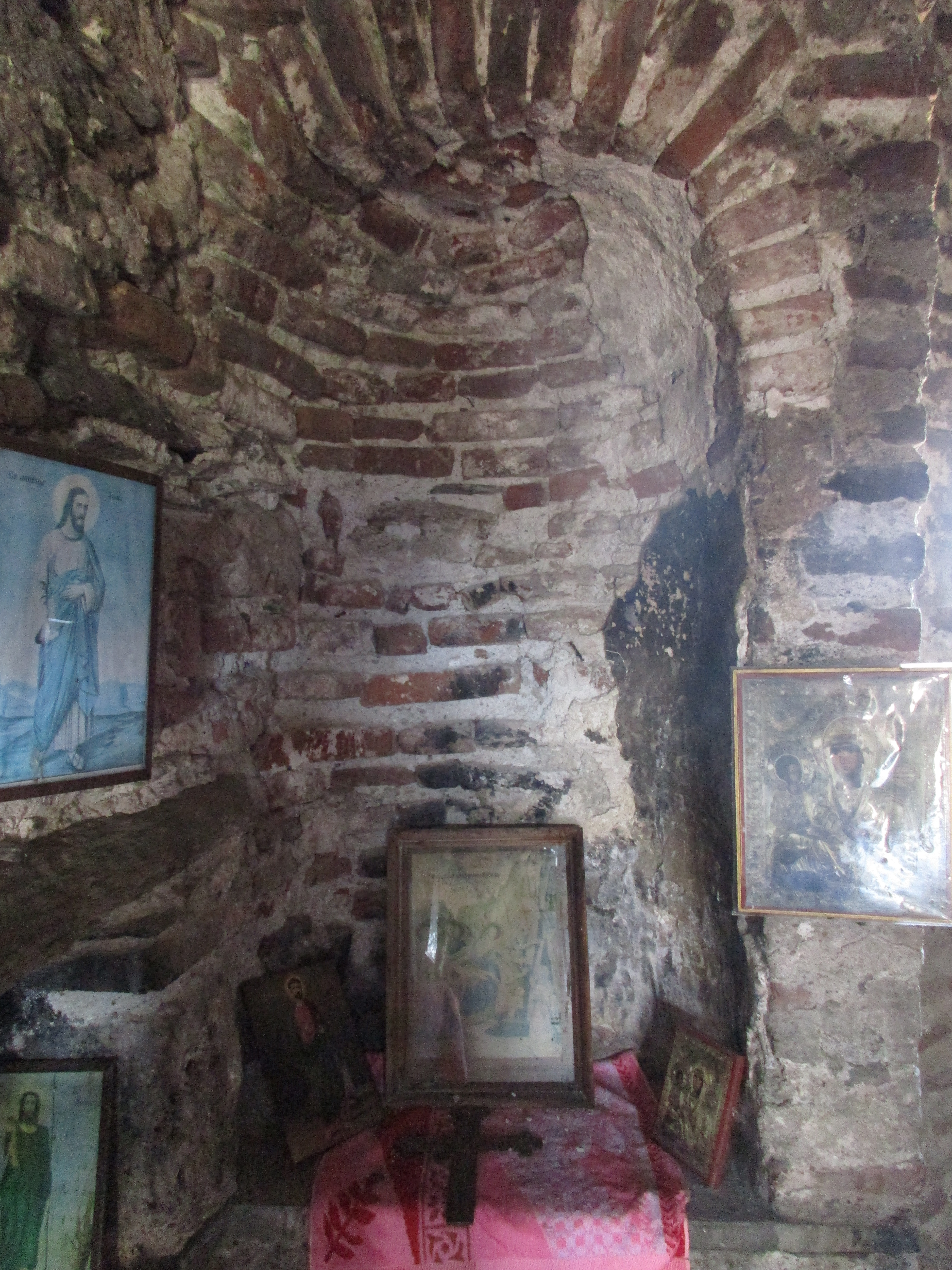
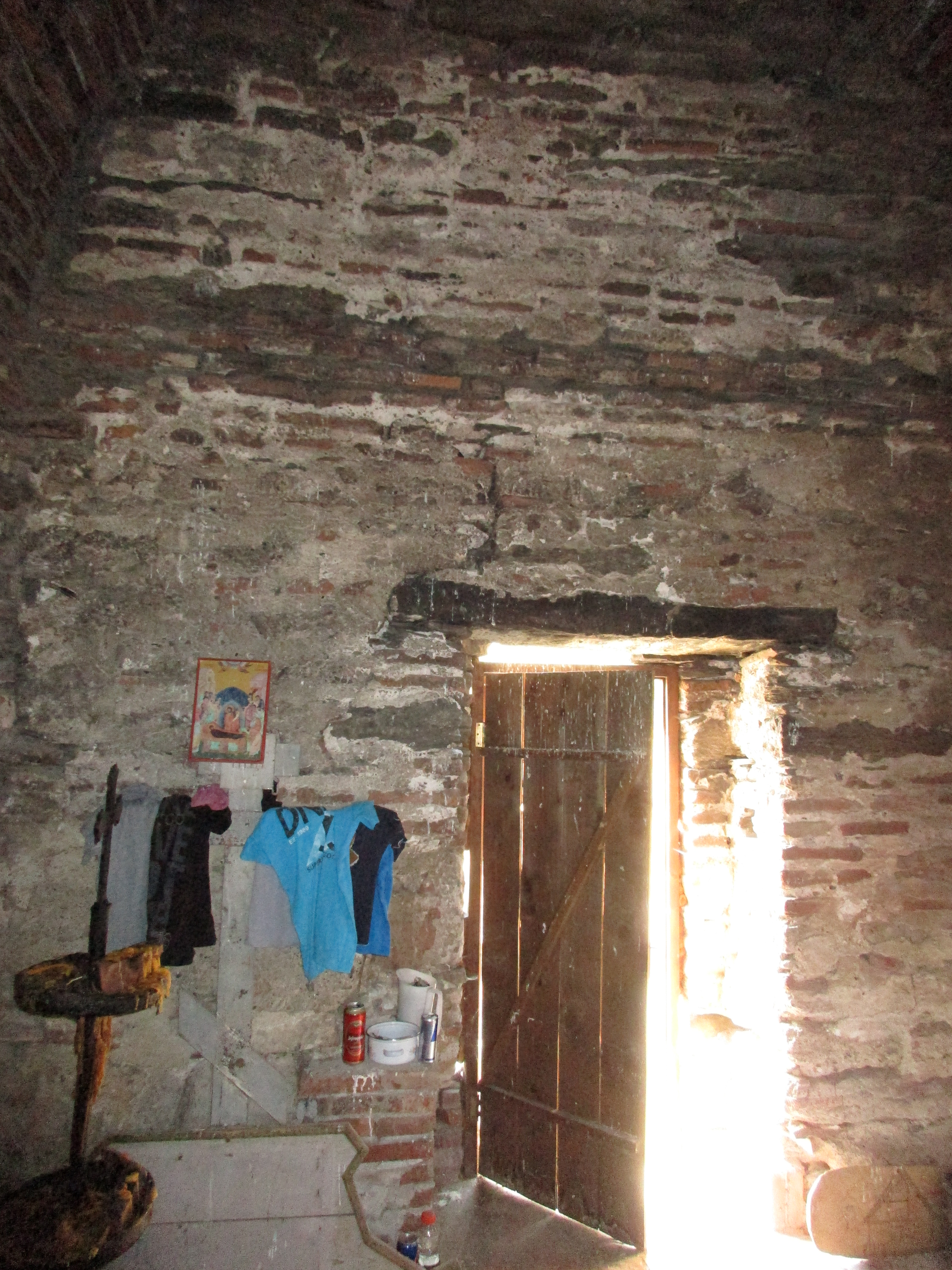
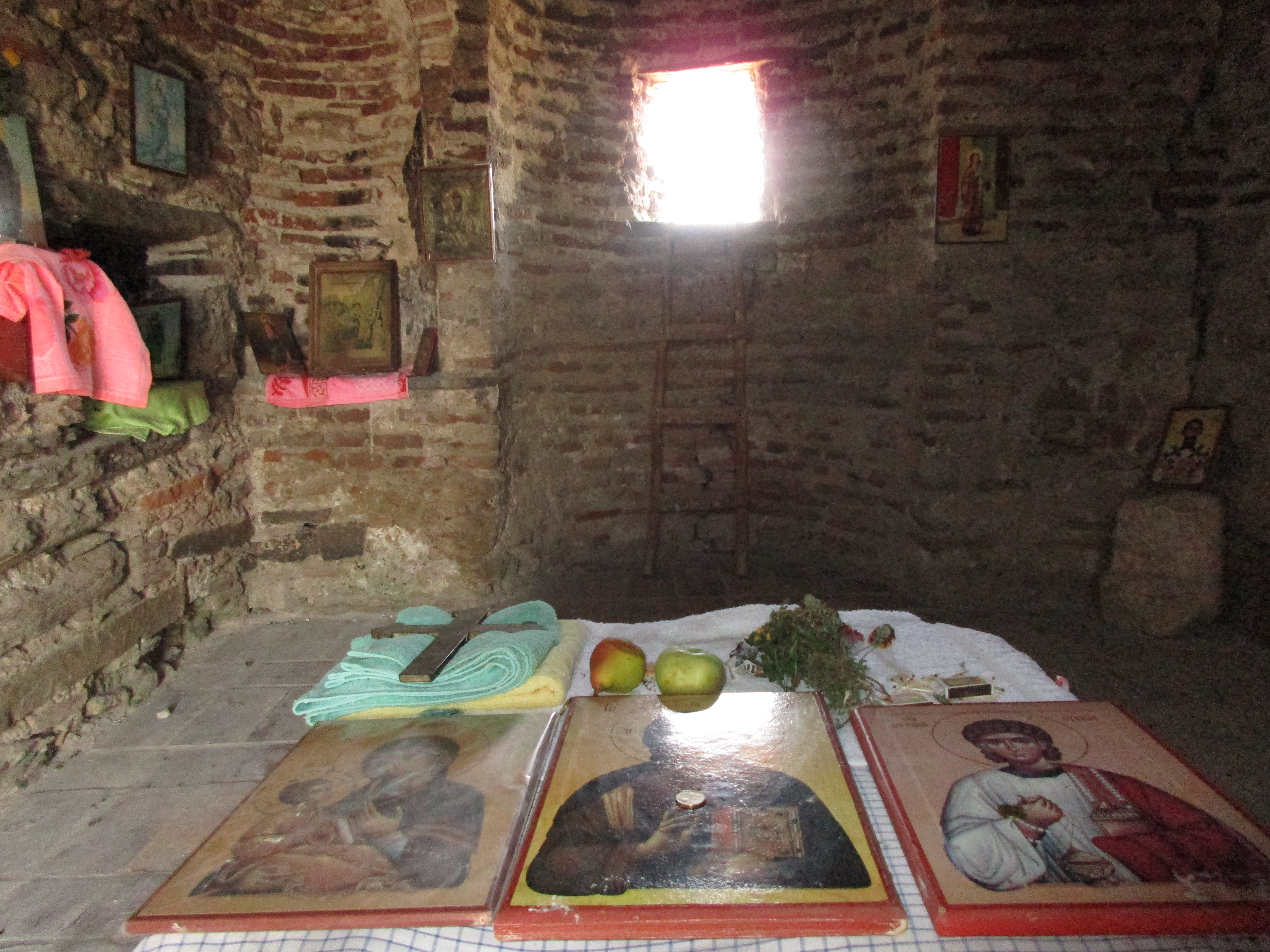